# IPhoto
iPhoto je prekinuta softverska aplikacija za manipulaciju digitalnim fotografijama koju je razvio Apple Inc. Ona je bila uključena u svaki Mac računar od 2002. do 2015. godine, nakon čega je zamenjena Eplovom aplikacijom Fotos. Prvobitno prodavana kao deo iLife paketa aplikacija za upravljanje digitalnim medijima, iPhoto je imao sposobnost da uvozi, organizuje, uređuje, štampa i razmenjuje digitalne fotografije.

## Spoljašnje veze
- iPhoto product page at Apple.com
- Video of iPhoto introduction at Macworld San Francisco на веб-сајту
- Original iPhoto TV ad на веб-сајту